# Ergersheim
Ergersheim (en alsacià Arische) és un municipi francès, situat a la regió del Gran Est, al departament del Baix Rin. L'any 1999 tenia 937 habitants.
Forma part del cantó de Molsheim, del districte de Molsheim i de la Comunitat de comunes de la Regió de Molsheim-Mutzig.

## Demografia
| 1962 | 1968 | 1975 | 1982 | 1990 | 1999 |
| ---- | ---- | ---- | ---- | ---- | ---- |
| 655  | 626  | 585  | 726  | 843  | 937  |

## Administració
| Període | Identitat    | Partit |
| ------- | ------------ | ------ |
| 2001-   | Maxime Brand |        |